# Brock (Pokémon)
Brock (Takeshi) je fiktivan lik iz Pokémon franšize – videoigara, animiranih serija, manga stripova, knjiga, igračaka i ostalih medija kojima je tvorac Satoshi Tajiri.
Brock je Vođa dvorane grada Pewtera. U animiranoj seriji, on napušta ovaj položaj kako bi putovao zajedno s Ashom Ketchumom. Njegovo ime zapravo dosjetka na englesku riječ "rock" = kamen, jer se Brock specijalizirao za korištenje Kamenih Pokémona. U Pokémon videoigrama, Brock koristi Kamene i Zemljane Pokémone. U Japanu, glas mu je posudio Yuji Ueda, u engleskim verzijama animirane serije glasove su mu posuđivali Eric Stuart (od prve do osme sezone) i Bill Rogers (od devete sezone nadalje), a u Hrvatskoj, glas mu je posudio Igor Mešin. 
Brock je poznat u animiranim serijama i Pokémon manga stripovima (Electric Tale of Pikachu i Ash & Pikachu) kao lik čije su oči čitavo vrijeme naizgled zatvorene. Zbog toga, fanovi su mu dodijelili razne nadimke vezane za izgled njegovih očiju. Ova je osobina čini se nasljedna, jer ju i njegova braća i sestre, pa i njegov otac dijele zajedno s njime.
U animiranoj seriji, Brock je očinski nastrojen te mu nije strano brinuti se za ljude. Na početku serije, bio je Vođa dvorane grada Pewtera, koji se brinuo za svoju braću i sestre jer u to vrijeme nije bilo njegovog oca i majke. (Engleski prijevod pogrešno je naveo da je Brockova majka umrla, no kasnije se pojavila u nekoliko epizoda nakon toga.) 

## U animiranoj seriji
U Pokémon animiranoj seriji, Brock teži tomu da postane najbolji Pokémon uzgajivač, i svoju titulu Vođe dvorane grada Pewtera prepušta svome ocu kako bi pratio Asha Ketchuma tijekom njegovih Pokémon avantura. Prvi put je viđen kako se brine za svoju braću i sestre. Nakon što Ash izgubi u borbi protiv Brocka, stranac mu nudi ponudu da ojača svoga Pikachua. Pikachu (nakon što je nabijen elektricitetom iz obližnje hidroelektrane) postaje jači i uspijeva pobijediti Brockova Geodudea, ali Brockov Onix ostaje prejak za Pikachua. Onix Pikachua obavije u snažan stisak; doduše, Pikachuov prethodni Električni napad razorio je dvoranu, koja je otvorila prskalice, što je oslabilo Onixa. Pikachu zatim upotrijebi Udar groma (Thunderbolt), što onesvijesti Onixa i donese Ashu pobijedu. Ash odbija bedž jer smatra da je nepošteno pobijedio Brocka, ali ga Brock kasnije sustigne i preda mu bedž, poručujući da želi da Ash ostvari svoj san u tome da postane najbolji Pokémon trener. Stranac koji je Ashu ponudio pomoć otkriva se kao Brockov otac, kojem Brock prepušta vođenje dvorane. Brock sada može slobodno trenirati te se pridružuje Ashu i Misty na njihovom putovanju.
Otada, Brock putuje s Ashom i Misty tijekom brojnih putovanja. Tijekom Orange epizoda, napušta društvo i pridružuje se Prof. Ivy, ali se tajanstveno vraća u grad Pallet nakon što Ashove pobjede u Orange ligi. Pridružujući se Ashu i Misty, Brock putuje kroz Johto regiju, gdje im pomaže. Nakon završetka Silver konferencije za trenere, svaki krene svojim putem, a Brock krene u dvoranu grada Pewtera. Tamo (u jednoj od epizoda Pokémon Kronika) otkriva da je njegova otuđena majka Lola, koja je trenerica Vodenih Pokémona, uništila reputaciju dvorane koju je Brock tako dugo branio. Pobijedivši majku u Pokémon borbi, povratio je reputaciju svoje dvorane, i na kraju ostavlja sve svoje Pokémone (osim Forretressa) svome bratu prije odlaska u Hoenn regiju, gdje susreće Asha i njegova dva nova prijatelja, May i Maxa. Društvo putuje kroz Hoenn, i kasnije se vraća u Kanto kako bi Ash sudjelovao u Borbama bez granica (Battle Frontier). Nakon toga, društvo se razdvojilo i svatko je krenuo svojim putem. Brock se kasnije susreo s Ashom u Sinnoh regiji.
Tijekom Brockove odsutnosti, Brockov otac Flint i najstariji Brockov brat od mlađe braće' Forrest, preuzeli su ulogu Vođe dvorane grada Pewtera, kao i odgovornost nad mlađom Brockovom braćom i sestrama. Brock je najstariji od desetero braće, s petero braće i četiri sestre.
Brock je uvijek dobro opremljen, i ponekad je glas razuma kada se Ash i Misty (i kasnije; May) posvađaju. Marljiva je i velikodušna osoba, i uvijek je spreman pomoći drugima. Zajedno s njegovim iskustvom u brizi za druge, Brock često priprema obroke i obavlja ostale poslove za glavne likove. Brock je izuzetno dobar u pripremanju hrane za Pokémone.

### Brockovi gegovi
Jedna od najpoznatijih Brockovih karakteristika jest da se zaljubljuje u gotovo svaku djevojku njegova godišta (ili stariju) koju upozna, a najčešće se susreće s odbijanjem, zbunjenošću, ili je prisiljen povući se, najčešće na način da ga Misty (ili Max, ponekad i May) odvuče za uho. Tajanstvena iznimka bila je Prof. Ivy, Pokémon profesorica na Orange otocima, i njene tri pomoćnice, Faith, Hope i Charity, s kojima je proveo neko vrijeme te je tada bio odsutan u čitavoj seriji. Kasnije se vraća u seriju, ali odbija objasniti zašto je otišao od nje, nelagodno se osjećajući kada ga na to netko prisjeti, a najčešće uz to kaže "Ne spominji mi to ime!". Doduše, u filmu Pokémon: Destiny Deoxys, Brock spominje Prof. Ivy, što vjerojatno znači da ju je prebolio. Ipak, Pike Queen Lucy očigledno je zaljubljena u Brocka, jer ima meku točku na ljude (i Pokémone) koji imaju žmirkave oči.
U njegove ljubavi spadaju i brojne sestre Joy i policajke Jenny, koje lako može razlikovati na temelju jednominutnog temeljnog opažanja (primjerice, jedna sestra Joy ima za centimetar kraću kosu od druge, ili suknja jedne policajke Jenny je malo kraća od druge). Zbog toga, lako opaža varalice koje pokušavaju glumiti sestru Joy ili policajku Jenny. Samo je jednom Brockovo odlično zapažanje zakazalo, a to je bilo kada se članica Tima Raketa, Cassidy, prerušila u sestru Joy.

### Pokémoni
Brockovi su Pokémoni većinom Kamenog i Zemljanog tipa, iako, kao Pokémon uzgajivač, trenira Pokémone drugih tipova.

#### Pokémoni "pri ruci"
- Bonsly → Sudowoodo

Bonsly je Pokémon četvrte generacije. Brock je Bonslyja uhvatio u epizodi 455, dok se društvo nalazilo u ninja školi. Često vrišti, ali to obično čini kako bi prevario protivnika. Isto tako, zna koristiti Rušenje (Take Down) kako bi zaustavio Brocka u njegovim bezuspješnim flertovima s lijepim djevojkama. Bonsly je jedini Pokémon kojeg Brock uzima sa sobom u Sinnoh regiju, kao što je Forretress bio jedini Pokémon kojeg je uzeo sa sobom kada je krenuo u Hoenn regiju. Tijekom epizode "Leave It To Brock", Bonsly se razvio u Sudowoodoa.
- Croagunk

Croagunk je Pokémon četvrte generacije, poput Bonslyja, koji je prilično tvrdoglav. Brock ga je uhvatio u epizodi 475. Sada kada više nema Misty i Maxa, Brockov Croagunk preuzima njihovu ulogu te zaustavlja Brocka kada flertuje s djevojkama. Brockov Croagunk ima veoma istančano osjetilo sluha, i može čuti tihe i skrivene stvari, poput Bunearyja u grmu.
- Happiny

Brock je dobio Pokémon jaje u epizodi "It's Love! Pokémon Transformation Convention!", koje se kasnije izvalilo u Happiny tijekom epizode "Explosive Birth" Cycling Road!". Happiny s Brockom dijeli veoma posebnu vezu i nosi lažni kamen koji je Brock napravio posebno za nju. Istovremeno, veoma je snažna, te uspijeva baciti Sevipera na Tim Raketa i sama prebaciti Brocka tijekom igranja.

#### Pokémoni u dvorani grada Pewtera
- Onix  →  Steelix

Onix je Brockov prvi Pokémon, dobio ga je kao dar od oca za svoj deseti rođendan. Kao Kameni Pokémon, Onix se boji vode, koja ga poprilično oslabi. Primjerice, kada je Pikachu svojim elektricitetom otvorio prskalice u dvorani grada Pewtera, Onix je oslabio, što je Ash iskoristio i okrenuo sebi u korist. Onixova se moć mijenja iz epizode u epizodu; ponekad je sposoban sam pobijediti mnogo snažnije Pokémone, ali biva onesviješten od veoma slabih Pokémona. Onix je najveći i najteži Pokémon od svih glavnih likova u seriji (jedina moguća iznimka možda je Ashov Snorlax) te ga je Brock kao takvog često koristio kao stepenice ili kao brzi prijevoz preko stjenovitih površina. Kada se Brock nakon Johto putovanja vratio u grad Pewter, dao je Onixa svome bratu Forrestu. Nakon nekog vremena, Onix se razvio u Steelixa prije Brockova posjeta i Ashove borbe u Borbenoj piramidi (Battle Pyramid) te sada, uz svoju slabost na vodu, ima i slabost na vatru.
- Geodude

Geodude je, uz Onixa, jedini Pokémon kojeg je Brock imao prije susreta s Ashom. Geodude je u seriji opisan kao ljubazan i prijateljski nastrojen Pokémon te je zapravo jedini Pokémon (uz Pikachua) koji se uspio sprijateljiti s Larvitarom. Kada se Brock vratio u grad Pewter nakon putovanja kroz Johto, dao je Geodudea svom bratu Forrestu. Geodude je često korišten kao pomoć pri teškim situacijama poput požara i urušavanja.
- Zubat → Golbat → Crobat

Brock je Zubata uhvatio kada je prvi put prošao kroz Planinu mjeseca s Ashom. Njegov najčešće korišten napad bio je Nadzvučna (Supersonic), koji je prvenstveno korišten u potragama. Nakon što je evoluirao u Golbata, njegova je Nadzvučna znala preopteretiti računalne senzore. Nakon evolucije u Crobata, postao je Brockov najbrži i najodaniji Pokémon. Kada se Brock vratio u grad Pewter nakon kroz Johto, dao je Crobata svom bratu Forrestu.
- Pineco → Forretress

Brock je Pinecoa uhvatio Brzom loptom koju je dobio od Kurta te je jedini Pokémon kojeg Brock uhvati u Johto regiji. Jedna od njegovih istaknutijih značajki jest da koristi Samouništenje (Selfdestruct) kao znak pažnje. Nakon evolucije u Forretressa, postaje jedini Pokémon kojeg Brock uzima sa sobom u Hoenn regiju. Među napadima koje najčešće koristi je Brza vrtnja (Rapid Spin), koji se koristio kako bi se raščistili plinovi (najčešće plinovi Jamesova Weezinga), osušila odjeća ili iskopale zamke. Brock je Forretressa ostavio u dvorani grada Pewtera prije putovanja u Sinnoh.
- Lotad → Lombre → Ludicolo

Lotad je prvi Pokémon kojeg Brock uhvati u Hoenn regiji. Iako je Lotad u početku posebno blesav primjerak svoje vrste, koji na Brockove naredbe reagira tek nakon nekoliko sekundi, a ponekad ih uopće ne slušajući, Lotad je dobroćudan Pokémon. Isto tako, znao je Vodeni pištolj (Water Gun), što je bilo čudno. Kada je evoluirao u Lombrea, postao je malo odgovorniji. Arsenal tehnika mu je i dalje bio neobičan, jer je naučio i Oštricu lista (Razor Leaf) uz Vodeni pištolj. Kasnije se razvio u Ludicola i tijekom evolucije naučio je Sjemeni metak (Bullet Seed), ali ga je Brock ostavio sa svojom obitelji nakon povratka iz Hoenn regije.
- Mudkip → Marshtomp

Mudkip je jedan od roditeljski nastrojenih Pokémona u Brockovom timu, i zajedno s Ashovim Pikachuom, jedan je od Pokémon vođa kada Pokémoni nisu sa svojim trenerima. Kasnije, Mudkip se razvio u Marshtompa, ali ga Brock ostavlja sa svojom obitelji prije odlaska u Sinnoh regiju.

#### Oslobođeni Pokémoni
- Vulpix

Brock dobiva Vulpixa od Pokémon uzgajivačice imena Suzy, koja misli da će Brock Vulpixa bolje odgajati od nje same. Otada, Vulpix je postao Brockov zaštitni znak. Brock je smatrao da je Vulpix dobar i snažan Pokémon, ali nije ga smatrao svojim, već je smatrao da ga samo "posuđuje" od Suzy. Mnogo epizoda kasnije, kada je ponovo sreo Suzy, Brock joj je vratio Vulpixa, unatoč njezinu negodovanju, jer je i dalje smatrala da Brock odlično odgaja Vulpixa. Ovaj je postupak mnoge fanove razočarao i iznervirao, jer je Vulpix bio Brockov Pokémon od povjerenja, i njegov najjači Pokémon, jedini koji se može nositi s Ashovim Pikachuom u borbi. Vulpix je imao gotovo najviše borbi tijekom svog prikazivanja od svih Brockovih Pokémona. Smatralo ga se Brockovim "Pikachuom". Njegov potpisni napad bio je Vatreni vrtlog.